# ماسو دي بانكو

ماسو دي بانكو, (توفي عام 1348), مُهندِس مِعمَّاري ورَسام قوطي إيطالي من القرن الرابع عشر عمل وعاش في فلورنسا, إيطاليا وكان جوتو دي بوندوني مُلهِمه في أعماله وهو مِن رواد الفنون الجميلة في أوروبا.
لم يعرف إلا القَليل من حياته وقيل إنه لَقي حتفه ومات بِطاعون الموت الأسود الذي اجتاح أروبا في 1348.